# 周氏睑虎
周氏睑虎（学名：Goniurosaurus zhoui）一种分布于中华人民共和国海南岛的爬行动物，隶属于睑虎科睑虎属。
周氏睑虎是由海南省林业局的工作人员周润邦于2015年首次发现，经研究确定为一个新物种。发现者周润邦为纪念其曾祖父周海泉先生而命名，另外由于周氏睑虎是海南岛继海南睑虎、霸王岭睑虎后发现的第三种睑虎，命名也是纪念中国历史上的第三个朝代——周。